# Pedicularis tatianae
Pedicularis tatianae är en snyltrotsväxtart som beskrevs av Eugen Iwanowitsch Bordzilowski. Pedicularis tatianae ingår i släktet spiror, och familjen snyltrotsväxter. Inga underarter finns listade i Catalogue of Life.